# حقم
حَقَم (الاسم العلمي Attagis) جنس طير من فصيلة النغبوقيات. أنواعه ثلاثة. شكله بين الحمام والحجل والحباري. جميعها صغيرة القد طولها يراوح من 18 إلى 22 سم. لونها إلى الصهبة الموشحة والمومشة بالأصفر والأسمر، قوتها الاعشاب والثمار والحبوب والحشرات. تألف الهضاب والسهول البرية. إناثها تدثن في الأرض بين الأدغال والاعشاب، تبيض من 8 إلى 12 بيضة تحضنها وحدها نحو ثلاثة أسابيع.